# Heurtevent
Heurtevent és un antic municipi francès situat al departament de Calvados i a la regió de Normandia. L'any 2018 tenia 191 habitants. Des del 1r de gener de 2016 es va integrar en el municipi nou de Livarot-Pays-d'Auge com a municipi delegat. En reunir vint-i-dos antics municipis, aquest municipi nou és el més gros de tots els municipis nous de França.

## Demografia
El 2007 la població era de 156 persones. Hi havia 58 famílies 99 habitatges: 61 habitatges principals, 28 segones residències i 11 desocupats. Tots els 97 habitatges eren cases.

La població ha evolucionat segons el següent gràfic:

## Economia
El 2007 la població en edat de treballar era de 102 persones, 66 eren actives i 36 eren inactives. Hi havia una desena d'empreses, una empresa de fabricació industrial, comerços i serveis de proximitat.
L'any 2000 a Heurtevent hi havia 14 explotacions agrícoles que conreaven un total de 530 hectàrees.